# Singhasari
Singhasari var et javanesisk hinduistisk og buddhistisk rige beliggende på det østlige Java mellem 1222 og 1292 (nu Indonesien). Riget efterfulgte Kongeriget Kediri som det dominerende rige i det østlige Java. Kongerigets navn afspejles i Singosari distriktet i Malang regentskabet, der ligger flere kilometer nord for Malang by.

## Etymologi
Singhasari (også stavet: Singosari) blev nævnt i flere javanske tekster, herunder Pararaton (Kongernes bog). Ifølge traditionen blev navnet givet af Ken Arok under dannelsen af det nye rige for at erstatte det gamle navn, Tumapel, der ligger i en frugtbar højlandsdal, som i dag svarer til området i og omkring Malang by. Det stammer fra sanskrit-ordet singha, hvilket betyder "løve" og sari, som i gammel javansk kunne betyde enten "essens" eller "at sove". Singhasari kunne således oversættes som enten "løveens essens" eller "sovende løve". Selvom løven ikke er et endemisk dyr på Java, er den symbolske skildring af løver almindelig i den indonesiske kultur, som tilskrives indflydelsen af hinduistisk buddhistisk symbolik.

## Grundlæggelse
Singhasari blev grundlagt af Ken Arok (1182-1227/1247), hvis historie er en populær folkefortælling i det centrale og østlige Java. De meste af Ken Aroks livshistorie og også den tidlige historie af Singhasari blev taget fra Pararaton-bogen, som også indeholder nogle mytiske aspekter. Ken Arok var et forældreløst barn født af en mor ved navn Ken Endok og en ukendt far (nogle overleveringer sagde, at han var en søn af guden Brahma) i Kediri kongeriget.
Ken Arok steg fra at være tjener hos Tungul Ametung, en regional hersker i Tumapel (nutidens Malang) til at blive hersker af Java fra Kediri. Han betragtes som grundlæggeren af Rajasa-dynastiet for både Singhasari og senere Majapahit-linjen af monarker. Han blev myrdet af Anusapati, i hævn for at dræbe hans far, Tunggul Ametung. Ken Aroks søn Panji Tohjaya myrdede Anusapati, men han regerede kun et par måneder i 1248, før hans nevøer gjorde oprør. Disse to, Ranga Wuni og Mahisha Champaka, styrede sammen under navne Vishnuvardhana og Narasimhamurti.

## Udvidelse
I år 1275 igangsatte den ambitiøse konge Kertanegara, den femte hersker af Singhasari, der havde regeret siden 1254, en fredelig flådekampagne nordpå mod Srivijayas svage rester [198] som reaktion på kontinuerlige Ceylon-piratangreb og Chola-rige invasion fra Indien, der erobrede Srivijayas Kedah i 1025. Den stærkeste af disse malaya-kongeriger var Jambi, som erobrede Srivijaya hovedstaden i 1088, derefter Dharmasraya-riget og Temasek-kongeriget Singapore og derefter resterende territorier.
Ekspeditionen kaldes Pamalayu-ekspeditionen og blev ledet af admiral Mahesa Anabrang (også Adwaya Brahman) til Malaya-regionen og var også beregnet til at sikre den malaysiske stræde, "den maritime silkevej" mod en potentiel mongolinvasion og vilde pirater. Disse malaysiske kongeriger lovede derefter troskab mod kongen. Kong Kertanegara havde længe ønsket at overgå Srivijaya som et regionalt maritimt imperium, der kontrollerede søhandelsruterne fra Kina til Indien.
Pamalayu-ekspeditionen fra 1275 til 1292, fra tiden til Singhasari til Majapahit, er beskrevet i den javanesiske skriftrulle Nagarakrtagama. Singhasaris territorium blev således et Majapahit-område. I år 1284 foretog kong Kertanegara en fjendtlig Pabali-ekspedition til Bali, som integrerede Bali i Singhasari-kongeriget. Kongen sendte også tropper, ekspeditioner og udsendinge til andre nærliggende kongeriger som Sunda-Galuh-riget, Pahang-riget, Balakana-riget (på Kalimantan/Borneo) og Gurun-riget (Maluku). Han etablerede også en alliance med kongen af Champa (Vietnam).
Kong Kertanegara udrensede fuldstændig enhver Srivijayan-indflydelse fra Java og Bali i 1290. De ekspansive kampagner udmattede de fleste af kongerigets militærstyrker og det skulle i fremtiden føre til et mordisk komplot mod den intetanende kong Kertanegara.

## Konflikt med mongolerne
Indonesien er et af de få områder i Asien, der afværgede invasionen af den mongolske horde ved at afvise en mongol-styrke i 1293. Som centrum for den malaysiske halvøs passatvinde, blev Kublai Khan, herskeren af det mongolske dynasti baseret i Kina, opmærksom på den stigende magt, indflydelse og rigdom i det javanesiske Singhasari imperium. Desuden havde Singhasari etableret en alliance med Champa, en anden stærk stat i regionen. Både Java (Singhasari) og Champa var bekymrede for mongolisk ekspansion og razzia mod nabolande, som deres razzia mod Bagan (Pagan) i Burma.
Kublai Khan sendte derefter udsendelser, der krævede underkastelse af og hyldest fra Java. I 1280 sendte Kublai Khan den første udsending til kong Kertanegara, der krævede Singhasaris underkastelse og hyldest til den store Khan. Henvendelsen blev afvist. Det næste år i 1281 sendte Khan en anden udsending og krævede det samme, hvilket blev nægtet igen. Otte år senere, i 1289, blev den sidste udsending sendt for at kræve det samme, og Kertanegara, nægtede stadig at betale tribut til ham.
I singhasari-hoffetss auditionstronsal ydmygede kong Kertanegara Khan ved at skære og arre Meng Kis ansigt, en af mongolernes udsendinge (nogle kilder siger endda, at kongen skar udsendingens øre af selv). Sendebuddet vendte tilbage til Kina med svaret i den arrede ansigt fra den javanesiske konge skrevet på hans ansigt.
Rystet af denne ydmyghed og den skændsel, der blev begået mod sin udsending og hans tålmodighed, sendte Kublai Khan i slutningen af 1292 1.000 krigsskibe (djunker) afsted på en straffeekspedition, der ankom til Tuban ved kysten af Java i begyndelsen af 1293.
Kong Kertanegara, hvis tropper nu var spredt og placeret andetsteds, var ikke klar over, at et kup blev forberedt af den tidligere Kediri kongelige slægtskab.

## Singhasaris fald
Singhasari tempel er bygget som et lysthustempel til ære for Kertanegara, den sidste konge i Singhasari.
I 1292 forberedte hertug Jayakatwang, en vasalkonge fra kongeriget Daha (også kendt som Kediri eller Gelang-gelang) sin hær til at erobre Singhasari og dræbe sin konge om muligt, assisteret af Arya Viraraja, en regent fra Sumenep på øen Madura.
Kediri-hæren (Gelang-gelang) angreb Singhasari samtidig fra både nord og syd. Kongen opdagede kun invasionen fra nord og sendte sin svigersøn, Nararya Sanggramawijaya, berømt som Raden Wijaya, mod nord for at bekæmpe oprøret. Det nordlige angreb blev nedkæmpet, men de sydlige angribere havde held til at forblive uopdagede, indtil de nåede og erobrede den uforberedte hovedstad Kutaraja. Jayakatwang gjorde oprør og dræbte Kertanagara under den hellige tantra-ceremoni, og bragte dermed en tragisk ende på Singhasari kongeriget.
Efter at have erfaret om faldet af Singhasari hovedstaden i Kutaraja på grund af Kediris forræderi, forsøgte Raden Wijaya at forsvare Singhasari, men forgæves. Han og hans tre kolleger, Ranggalawe, Sora og Nambi, gik til eksil under den samme regent (Bupati) Arya Wiraraja fra Madura, Nambis far, som derefter vendte ryggen til Jayakatwang. Med Arya Wirarajas protektion vandt Raden Wijaya, som foregav at underkaste sig kong Jayakatwang, velvilje hos den nye monark Kediri, der gav ham tilladelse til at etablere en ny bosætning nord for Arjuna-bjerget, i Tarik-skoven. I denne udørk fandt Wijaya mange bitre maja-frugter, så den blev kaldt Majapahit (hvilket bogstavelig talt betyder "bitter maja"), og skulle blive imperiets fremtidige hovedstad.

## Begyndelsen på Majapahit-imperiet
I begyndelsen af 1293 ankom de mongolske flådestyrker til Javas nordkyst (nær Tuban) og ved Brantasflodens udmunding for at flanke det, de troede var Singhasari. Raden Wijaya fandt mulighed for at bruge de intetanende mongoler til at vælte Jayakatwang. Raden Wijayas hær allierede sig med mongolerne i marts 1293 og kampe opstod mellem mongolske styrker mod Daha-styrker i flodlejet i Kali Mas-floden, en biflod til Brantas-floden, som blev efterfulgt af et slag mellem mongolske styrker og Daha-styrker, der angreb Majapahit regionale hær ledet af Raden Wijaya. Mongolerne stormede derefter Daha, og Jayakatwang overgav sig til sidst og blev henrettet.
Efter at Jayakatwang var blevet elimineret, vendte Raden Vijaya derefter sine tropper mod sine tidligere mongoliske allierede og tvang dem til at trække sig tilbage fra Java-øen den 31. maj 1293.
Sejrherren, prins Wijaya, svigersøn til Kertanegara, den sidste Singhasari-konge, steg derefter op for tronen som Kertajasa Jayawardhana, den første konge i det store Majapahit-imperium den 12. november 1293.

## Regenter af Singhasari
- Ken Arok 1222–1227[3]
- Anusapati 1227–1248[7]
- Panji Tohjaya 1248[3]
- Vishnuvardhana-Narasimhamurti 1248–1268[3]
- Kertanegara 1268–1292[3]